# Cuentos de Eva Luna
Los Cuentos de Eva Luna es un libro de la escritora chilena Isabel Allende, publicado en 1989 por Plaza & Janés, Barcelona y reeditado numerosas veces. 
Relata historias que escribe Eva, la protagonista de la novela Eva Luna, ya que ella tenía facilidad para contar cuentos. Es recomendable leer primero la novela, porque de esta forma, se podrán comprobar lugares y personajes mencionados en ella, y se podrá deducir en qué momento y por qué fueron escritos por su autora de ficción Eva Luna. Contiene 23 relatos.
De algunos de estos cuentos se han hecho adaptaciones de teatro, de radio y televisión; también han servido de base a algunas óperas.
El coreógrafo Gary Palmer hizo un ballet basado en Una venganza, ese mismo relato fue convertido en ópera por el libretista Richard Sparks y el compositor Lee Holdridge. Terminada en 2012, esta obra fue estrenada en Los Angeles Opera el 19 de mayo de 2013, bajo la dirección musical de Plácido Domingo con el título de Dulce Rosa.

## Contenido

### Dos palabras
Una mujer vende palabras, historias y cartas de amor. A quien le compre cincuenta centavos, regala una palabra secreta para espantar la melancolía. Es contratada por el hombre más temido de su país, quien luego de recibir dos palabras secretas, comienza a sucumbir bajo el encanto de Belisa Crepusculario...

### Niña perversa
Elena Mejías tiene once años y se enamora del amante de su madre, Juan José Bernal, "el Ruiseñor". Practica extraños ritos para atraer el amor de este, y su oportunidad se presenta cuando queda sola en casa con este, es rechazada por este, quien a través de los años comienza a albergar un amor platónico por la niña, su madre la envía lejos, ella vuelve muchos años después, habiendo olvidado todo lo sucedido.

### Clarisa
Clarisa muere de asombro al ver al Papa. Murió ya anciana, y muchos la consideran una santa. Tuvo dos hijos de un juez, que resultaron con taras de nacimiento y otros dos que la ayudaron a llevar la carga de estos. Pero el juez no es el padre de estos, sino Diego Cienfuegos, considerado prócer por el servicio a su patria.

### Boca De Sapo
Hermelinda es una camarera de un bar y disponía de varios juegos donde ganaba dinero para ella de una manera muy perspicaz, su juego más conocido era Boca de sapo y ningún hombre tenía la destreza suficiente en puntería como para ganar. Hasta que llegó Pablo, un forastero que logró conquistarla y ganar el mejor premio.

### El oro de Tomás Vargas
En Agua Santa se puede perdonar que un hombre maltrate a su familia o sea haragán, pero las deudas del juego son sagradas. Siempre se pagan, y no se juega si no se puede pagar. Tomás Vargas maltrata a su esposa y a su amante, Concha Díaz, hasta que ambas deciden defenderse y protegerse mutuamente. Tomás Vargas termina muerto en el lugar donde escondía su oro.

### Si me tocaras el corazón
Después de seducir a la pequeña Hortensia de quince años, Amadeo Peralta, poderoso cacique, la encierra en un cuarto como concubina. Con el tiempo se hastía de ella, pero la joven nunca intenta escapar o tener algo mejor. Hasta que la descubren y el pueblo se prepara para linchar a Amadeo.

### Regalo para una novia
Cuando se enamoró de Patricia Zimmerman, judía casada, Horacio Fortunato tenía cuarenta años. Después de un largo acoso - joyas, miles de flores, llamadas telefónicas y cartas -, con ayuda de su abuelo sabio, urde un plan para conquistarla.

### Tosca
Maurizia Rugieri es una mujer apasionada de la ópera. Casada con Ezio Longo, se enamora de un estudiante de medicina, por el cual abandona a su hijo y al marido. Pero su cielo de amor se desvanece poco a poco mientras intenta fingir una pasión inexistente.

### Walimai
Los hijos de la luna viven libres. La falta de libertad los ciega, les daña. Cuando Walimai es llevado a trabajar el caucho decide escapar. Pero por coincidencias del destino, es atraído y amado por una joven de la tribu de los Ila.

### Ester Lucero
Ester Lucero estaba muriendo cuando la llevaron al hospital. El doctor Ángel Sánchez se conmocionó, pues la amaba. Se bate en duelo personal con la muerte, y cuando todo parece perdido, recuerda la historia del Negro Rivas y las hierbas del brujo. 

### María la boba
Cuando María era niña fue atropellada por un tren y tras esto se  volvió alguien inocente sin la capacidad de razonar. María la boba creía en el amor. Eso la convirtió en una leyenda viviente. Fue la prostituta más célebre del puerto, la mujer de la cual los marinos dispersaron la historia de su capacidad para vender amor. Hasta que ella decide beber la jarra de chocolate y muere ahogada.

### Lo más olvidado del olvido
Esta es una historia de exiliados nunca menciona nombres solo son dos amantes que se han encontrado fortuitamente, más lo que los une no es el deseo ni el amor, es la necesidad de sentirse vivos, de sentir que hay razón para seguir adelante. A pesar de no describir una relación amorosa es una historia íntima ya que ambos descubren que no solo son exiliados sino que sufrieron torturas de la misma forma. La mujer demuestra más fortaleza que él y lo acoge en sus brazos. (típico en los personajes de Allende, la fortaleza de la mujer ante la tragedia y la capacidad de amar más allá de su necesidad de ser amada)--rmv

### El pequeño Heidelberg
La historia gira en torno a un niño sin nombre que vive en un pequeño pueblo. Este niño tiene un don especial para la física, una pasión que lo consume y lo lleva a pasar horas leyendo libros sobre el tema. Su sueño es convertirse en un gran científico como Werner Heisenberg, un físico alemán que revolucionó el mundo con sus investigaciones.

### La mujer del juez
Casilda era insignificante y sutil, tan efímera como la brisa, tanto que a veces parecía que en cualquier momento iba a desaparecer, Nicolás Vidal no daba esperanza de que ella sobreviviera por mucho en aquel pueblo, ella iba a ser la esposa del juez, con el cual Nicolás iba a tener una gran riña. Después del suicidio de su madre por culpa de una trampa de este, él fue a buscarlo para vengarse, sin embargo solo encontró a la solitaria Casilda, quien escondió a sus hijos en una cueva, poco después de la muerte del juez. Nicolás fue al encuentro de ella y para salvarse y ganar tiempo ella lo sedujo, liberándolo de su soledad y sellando la profecía que marcó su destino, uniéndolos a ambos.

### Un camino hacia el Norte
Claveles Picero y su abuelo Jesús Dionisio viajaron treinta y ocho días hasta llegar a la capital. Iban en búsqueda de su niño, que estaba en un orfanato hogar en búsqueda de padres adoptivos. Pero la señora Dermoth no era quien parecía ser.

### El huésped de la maestra
La maestra Inés mató al hombre de los mangos. Lo esperó mucho tiempo, y el cielo hizo que cayera en sus manos. Para ayudarla está Riad Halabí, que decide no alertar a las autoridades y deshacerse del cadáver.

### Con todo el respeto debido
Cansada de la falta del respeto de la rancia nobleza del país, Abigail McGovern debe resignarse a un segundo plano. Pero un secuestro desata la euforia al saber que su marido Domingo Toro dará una recompensa a los secuestradores. La cantidad del dinero supuestamente entregado acalla las protestas estudiantiles y le abre las puertas de la alcurnia.

### Vida interminable
Ana y Roberto Blaum parecían hermanos porque pasaron mucho tiempo juntos. Eva Luna los conocía desde que su madrina se cortó el cuello. Ella era violinista y él médico, a favor de dar fin a la vida sin dolor. Cuando supieron que Ana tenía cáncer decidieron morir juntos, pero Roberto pidió ayuda a Eva para el acto final.

### Un discreto milagro
Miguel Boulton está ciego. Su hermana Filomena lo lleva a la gruta de Juana de los lirios, aún no reconocida como santa. Acérrimo comunista no cree en su prodigios, sobre todo por las palabras de su hermano Gilberto. 

### Una venganza
Dulce Rosa Orellano fue coronada reina del carnaval. No era la más bella, pero bailaba con gracia y era alegre. Todo termina cuando Tadeo Céspedes abusa de ella y mata a su padre. Desde entonces, ella vive para la venganza.

### Cartas de amor traicionado
Al finalizar su educación en un convento, Analía se casa con su primo Luis, enamorada de las cartas que este le escribió. Pero desde la primera noche que compartieron, ella supo que quien había escrito las cartas no fue su marido. Sin embargo AnalÍa con el paso del tiempo fue descubriendo que el que en realidad había escrito las cartas fue el gentil profesor de su hijo.

### El palacio imaginado
Nunca creyó que una mujer lo enamoraría. El benefactor fue atrapado por Marcia Lieberman, esposa de un embajador. Cuando su marido se fue, él la llevó a vivir a una villa de mármol, pero después de su muerte, ella jamás volvió a la civilización.

### De barro estamos hechos
Rolf Carlé - protagonista de Eva Luna - es llamado para cubrir un desastre natural. Descubre junto a los voluntarios a la pequeña Azucena, atrapada por los escombros. Trata de salvarla, pero ella hace que se enfrente a sus propios miedos. Refleja semejanzas con el caso de Omayra Sánchez, tal como la carga emocional que puede sufrir una persona.